# Мурашов, Сергей Васильевич
Сергей Васильевич Мурашов (1920—1997) — советский деятель спецслужб, генерал-лейтенант. Заслуженный юрист РСФСР. Начальник Главного следственного управления МВД СССР (1967—1983).

## Биография
Родился 17 ноября 1920 года в городе Кувшиново Тверской области в семье служащего.
С 1940 года после окончания ленинградской средней школы, поступил в Ленинградский горный институт. С 1941 года в
РККА. С 1941 года командир отделения пулеметной роты, участник боёв за Невский пятачок на Ленинградском фронте.
С 1942 года после окончания Курсов военной контрразведки назначен оперуполномоченным в системе УОО НКВД СССР—ГУК «Смерш», получил ранение в ходе боев на Курской дуге.
С 1946 года оперуполномоченный, старший оперуполномоченный УМГБ Украинской ССР по Херсонской области. С 1951 года после окончания Школы следственных работников МГБ СССР — следователь, с 1954 года старший следователь, с 1956 года старший следователь по особо важным делам Следственного отдела Главного управления милиции МВД СССР.
С 1958 года после окончания Высшей школы МВД СССР избран секретарём партийного комитета ГУМ МВД СССР. С 1967 года начальник Следственного управления, с 1978 года Главного следственного управления МВД СССР.
С 1983 года в отставке.